# فين وينتورث
فين وينتورث (بالإنجليزية: Finn Wentworth)‏ هو مسير أعمال أمريكي، ولد في 1958 في موريستاون في الولايات المتحدة.